# Beaver (fiume Pennsylvania)
Il Beaver è un affluente del fiume Ohio, lungo circa 34 km, il cui corso è situato nello stato della Pennsylvania, Stati Uniti d'America.

## Decorso
Il fiume attraversa una regione importante per la ricchezza di carbone a nord di Pittsburgh. Il fiume Beaver si forma nella Contea di Lawrence dalla confluenza dei fiumi Mahoning e Shenango a circa 5 km a sud-ovest di New Castle. Si volge poi a sud, con un decorso quasi parallelo al confine con lo stato dell'Ohio, attraversa West Pittsburg e Homewood. Riceve poi il Connoquenessing Creek a ovest di Ellwood City e attraversa poi Beaver Falls e New Brighton. Dopo essere passato fra le città di Beaver e Rochester. Si unisce infine all'Ohio, a sua volta affluente di sinistra del Mississippi.

## Località attraversate dal Beaver
- West Pittsburg (Pennsylvania)
- Wampum (Pennsylvania)
- Koppel (Pennsylvania)
- Homewood (Pennsylvania)
- Beaver Falls
- Eastvale (Pennsylvania)
- New Brighton (Pennsylvania)
- Fallston (Pennsylvania)
- Rochester (Pennsylvania)
- Bridgewater (Contea di Beaver, Pennsylvania)